# World Requiem
A World Requiem, Op. 60 è un'opera sinfonica di grandi dimensioni con solisti e cori del compositore britannico John Foulds. Scritta come un requiem e usando un complesso musicale simile in scala alla Ottava Sinfonia di Gustav Mahler, il lavoro richiede un'orchestra sinfonica completa, solisti, masse di cori tra cui cori di bambini, strumentisti dietro le quinte e un organo.

## Storia
Foulds scrisse l'opera tra il 1919 e il 1921 e la concepì come un memoriale per i morti di tutte le nazioni sulla scia della prima guerra mondiale. Il testo (in inglese), assemblato da sua moglie Maud MacCarthy, a cui è dedicata la partitura, non è liturgico, sebbene utilizzi sezioni della Messa da Requiem oltre a diversi altri passaggi biblici, nonché brani tratti da Il pellegrinaggio del cristiano di John Bunyan, un poema del poeta indù Kabīr e alcuni passaggi che scrisse da sola. Esistono 20 movimenti disposti in due parti di 10 movimenti ciascuna, sebbene alcuni movimenti siano piuttosto brevi.
Il lavoro fu presentato per la prima volta sotto l'egida della Royal British Legion nella Armistice Night, l'11 novembre 1923 nella Royal Albert Hall da un totale di 1.250 strumentisti e cantanti; questi ultimi furono chiamati Coro del Cenotafio. I solisti erano Herbert Heyner, Ida Cooper, Olga Haley e William Heseltine. Il libretto del programma per quell'occasione proclamava sulla copertina che l'opera era Un Cenotafio del Suono ed è probabile che Foulds desiderasse presentare il suo lavoro come un equivalente musicale del Cenotafio recentemente eretto a Whitehall e progettato dall'amico Sir Edwin Lutyens. Lo spettacolo procurò a Foulds un tale successo popolare che dopo la sua morte Maud MacCarthy fu in grado di pubblicare un libro dedicato alle critiche favorevoli all'opera, anche se la reazione della critica è stata mista. L'opera fu ripetuta dal 1924 al 1926 e costituì il primo Festival della Memoria.
La partitura vocale fu pubblicata da W. Paxton & Co. Ltd., Londra, la cui attività fu alla fine assorbita dagli editori di musica Novello & Co. Durante il periodo in cui il lavoro è stato eseguito negli anni '20 Foulds ha introdotto varie revisioni e modifiche.
Dopo essere stata trascurato per ottant'anni, la BBC, in associazione con la Royal British Legion, ha intrapreso un rilancio del lavoro, eseguito alla Royal Albert Hall l'11 novembre 2007. All'Orchestra Sinfonica della BBC si sono uniti i solisti Jeanne-Michèle Charbonnet, Catherine Wyn- Rogers, Gerald Finley e Stuart Skelton oltre al BBC Symphony Chorus, al quale si sono aggiunti il Crouch End Festival Chorus, il Philharmonia Chorus ed il Trinity Boys' Choir, sotto la direzione di Leon Botstein.
Il concerto fu trasmesso in diretta su BBC Radio 3 e fu trasmesso in streaming online sul loro sito. Fu inoltre inciso per la successiva pubblicazione dalla Chandos Records. La registrazione della Chandos è stata pubblicata nel gennaio 2008.
La prima tedesca si è tenuta il 2 novembre 2014 nella Cattedrale di Wetzlar.

## Movimenti
Il requiem è composto da due parti e ogni parte è suddivisa in dieci movimenti. Non c'è interruzione all'interno di ogni parte.

### Parte 1
1. Requiem
2. Pronuntiatio
3. Confessio
4. Jubilatio
5. Audite
6. Pax
7. Consolatio
8. Refutatio
9. Lux Veritatis
10. Requiem

### Parte 2
1. Laudamus
2. Elysium
3. In Pace – Inno dei Redenti
4. Angeli
5. Vox Dei
6. Adventus
7. Vigilate
8. Promissio et invocatio
9. Benedictus
10. Consummatus

## Messa in scena
Non tutti i musicisti sono sul palco. Varie parti di cori sono sparse dentro e fuori dalla sala, così come un numero di gruppi. L'invocazione a di Dio perché mantenga la pace nei paesi dei quattro angoli del mondo coinvolge tutti i gruppi di cantanti e musicisti interessati.

## Orchestrazione
L'orchestrazione è enorme; i dati provengono da Novello, l'editore:
- soprano, contralto, tenore, baritono, 4 violini;
- coro di ragazzi di 8 membri, coro di giovani di 8 membri con almeno 100 soprano, 100 contralti, 80 tenori e 80 baritoni;
- 3 flauti tra cui due ottavini, 2 oboi, oboe contralto, 2 clarinetti, 1 clarinetto basso, 2 fagotti e 1 controfagotto;
- 4 corni; 3 trombe; 3 tromboni, 1 trombone basso, 1 tuba; timpani, 3 percussionisti, celesta, 2 arpe, organo; 7 primi violini, 7 secondi violini, 7 viole, 6 violoncelli, 4 contrabbassi;
- non sul palco: 9 trombe, 3 tromboni e 7 percussionisti.

## Opinioni
Le opinioni sul lavoro sono divise. Si concorda generalmente che la composizione, l'esecuzione e la registrazione abbiano contribuito alla storia britannica della musica classica. D'altra parte il lavoro è talvolta considerato troppo roboante e noioso e non sorprende che sia caduto nell'oblio.

## Opere analoghe
In termini di tempo per l'esecuzione, il lavoro può essere paragonato a:
- Gustav Mahler - Sinfonia n. 8
- Havergal Brian - Sinfonia gotica
- Arnold Schönberg - Gurreliederen

Come requiem, le persone lo confrontano con:
- Benjamin Britten - War Requiem (Requiem di guerra)
- Herbert Howells - Requiem